# Dolichopeza (Nesopeza) angustissima
Dolichopeza (Nesopeza) angustissima is een tweevleugelige uit de familie langpootmuggen (Tipulidae). De soort komt voor in het Oriëntaals gebied.